# Benjamin Huggel
Benjamin Huggel (nascut el 7 de juliol de 1977 a Dornach, Suïssa) és un futbolista suís que juga de migcampista al FC Basel.

## Clubs
| Club                | País     | Any       |
| ------------------- | -------- | --------- |
| FC Basel            | Suïssa   | 1998-2005 |
| Eintracht Frankfurt | Alemanya | 2005-2007 |
| FC Basel            | Suïssa   | 2007-     |